# Etz Efraim
Etz Efraim (héberül: עֵץ אֶפְרַיִם, magyar jelentése: Efraim fája) egy vegyes (vallásos és nem vallásos) összetételű izraeli település Ciszjordániában. Ariel és Rosh HaAyin települések között található és a Somron Regionális Tanács joghatósága alá tartozik. 2021 ben 2519 lakosa volt.
A települést Efraim törzséről nevezték el, amelynek területe a környéken volt.

## Történelem
A települést üzleti magánkezdeményezésre alapították, Yeari Rosen és Rachel Rahat által, egy tulajdonukban lévő "Y.O.S. Ingatlan és Fejlesztési Befektetések Ltd." nevű cég révén.
A 20. század 70-es éveinek végén Rosen a megszállt Júdeai és Szamáriai területeken járva kereste a megvásárolható földterületeket, és titokban találkozott arab földkereskedőkkel. 1980-ban társával, Rachel Rahattal megvásárolták az Azun Atma falu területén lévő földeket, amelyeken később a Shaarei Tikva, majd az Etz Efraim településeket alapították. A földvásárlást követően elkezdték egy város tervezését, valamint a terület építési telkekre osztását magánépítkezésekhez. Emellett országszerte gyűléseket és találkozókat szerveztek a telkek értékesítésére, hogy meggyőzzék az embereket személyes házak építésének céljából 2000 dolláros áron telkeket vásároljanak. A telkek vásárlóinak maguknak kellett felépíteniük a házakat, valamint 5000-6000 dollárt fizettek az infrastruktúra (utak, csatornázás, víz- és áramellátás) kiépítéséért egy másik, "Lakónegyedek Fejlesztése Ciszjordániában Ltd." nevű cégnek. Továbbá 1000 dollárt "kölcsönöztek" az Oktatási és Kulturális Minisztériumnak óvodák és iskolák alapítására, amelyet a helyi tanácsnak kellett volna visszafizetnie, miután kormányzati finanszírozást kap.
Az izraeli kormány 1982. május 3-án hagyta jóvá a település alapítását.

### Utcák a településen
Az utcák nevei fafajtákról kapták nevüket, például: Szederfautca, Datolyapálmautca, Akáciautca, Tölgyutca, Gránátalmautca, Fenyőutca stb. Továbbá a település címerében egy fa is szerepel, valamint egy izraeli földi szöcske, amely az állat az izraeli tájat szimbolizálja.

## Fordítás
Ez a szócikk részben vagy egészben  az   Etz Efraim című angol Wikipédia-szócikk ezen változatának fordításán alapul.  Az eredeti cikk szerkesztőit annak laptörténete sorolja fel. Ez a jelzés csupán a megfogalmazás eredetét és a szerzői jogokat jelzi, nem szolgál a cikkben szereplő információk forrásmegjelöléseként.